# Atlético Huila
Der Club Deportivo Atlético Huila ist ein kolumbianischer Fußballverein aus der Stadt Neiva, der derzeit in der kolumbianischen Categoría Primera B spielt. Atlético Huila hat den Spitznamen Los Opitas.
Die beiden größten Erfolge der Vereinsgeschichte waren bisher die Zweitliga-Meisterschaften 1992 und 1997 sowie zwei Vizemeisterschaften in der ersten Liga 2007 und 2009. Atlético Huila verfügt über eine Frauenmannschaft, die 2018 sowohl die kolumbianische Meisterschaft als auch die Copa Libertadores gewinnen konnte.

## Geschichte
Atlético Huila wurde 1989 gegründet. Für die erste Austragung der zweiten kolumbianischen Liga wurde 1991 eine Profimannschaft aufgestellt, die mit der Meisterschaft 1992 den ersten Aufstieg in die erste Liga schaffte. Der erste Trainer war Víctor Quiñónez.
Von 1993 bis 1996 spielte der Verein bis zum ersten und einzigen Abstieg in der ersten Liga. In der zweiten Liga konnte Atlético Huila direkt den Wiederaufstieg schaffen und spielt seitdem wieder in der ersten Liga.
Im Jahr 1999 spielte der Verein das einzige Mal in der Copa Conmebol, schied allerdings bereits in der ersten Runde gegen den brasilianischen Vertreter São Raimundo EC aus. Für die Copa Sudamericana konnte sich Atlético Huila 2010 qualifizieren und erreichte dort nach dem Erfolg über den venezolanischen Klub Trujillanos FC die zweite Runde, in der Huila an Club San José aus Bolivien scheiterte.
In der Hinserie 2015 erreichte Atlético Huila den ersten Platz in der Ligaphase, schied aber danach im Viertelfinale gegen Deportes Tolima aus. Die Finalización verlief dagegen deutlich schlechter und der Verein landete auf dem 18. Platz. 
In der Spielzeit 2016 verfehlte Huila in beiden Halbserien deutlich den Einzug in die Finalrunde und beendete die Ligaphase jeweils auf dem 16. Tabellenplatz. 
Für die Spielzeit 2017 wurde der Argentinier Jorge Vivaldo als neuer Trainer verpflichtet. Nach einer schwachen Hinserie 2017 wurde Vivaldo aber wieder entlassen und stattdessen der Argentinier Néstor Craviotto verpflichtet. Die Rückserie verlief für Atlético Huila besser, der Einzug in die Finalrunde wurde aber auf dem zehnten Platz um einen Punkt verpasst. 
Im Januar 2018 verbot die DIMAYOR Atlético Huila, das Stadion in Neiva für Fußballspiele in der ersten Liga zu verwenden, solange die geforderten Standards nicht erfüllt werden. Der Verein wich deswegen zunächst nach Ibagué aus. Kurze Zeit später konnte Atlético Huila aber bereits zurückkehren, nachdem die wichtigsten sicherheitsrelevanten Änderungen durchgeführt worden waren. Die Ligaphase der Apertura 2018 schloss Huila auf dem vierten Platz ab und zog bis in das Halbfinale ein, wo der Verein gegen Atlético Nacional ausschied. Nach einem schlechten Start in die Rückserie wurde Néstor Craviotto entlassen. Ihm folgte Dayron Pérez als neuer Cheftrainer. Dieser konnte auf dem 17. Platz den Abstieg verhindern. Der Vertrag des Trainers wurde daraufhin für die Spielzeit 2019 verlängert. Bereits im März trat Pérez jedoch zurück. Als Nachfolger wurde Luis Herrera eingestellt. Huila stieg 2019 als Tabellenletzter der Abstiegsregelung ab.

## Rivalität
Es besteht eine besondere Rivalität zum Verein Deportes Tolima. Das Derby wird als Clásico del Tolima Grande bezeichnet.

## Stadion
Atlético Huila absolviert seine Heimspiele im Estadio Guillermo Plazas Alcid. Das Stadion wurde 1980 erbaut und hat eine Kapazität von etwa 27.000 Plätzen.
Bei Umbauarbeiten kam es im August 2016 auf der Stadionbaustelle zu einem Unglück. Beim Einsturz eines Teils der Westtribüne starben vier Personen und zehn weitere wurden verletzt.

## Sportlicher Verlauf

### Erfolge
Fußball (Männer)
- Meister Primera B: 1992, 1997
- Vizemeister Categoría Primera A: 2007-I, 2009-II
- Teilnahme an der Copa Sudamericana: 1×

2010: 2. Runde
- Teilnahme an der Copa Conmebol: 1×

1999: 1. Runde
Fußball (Frauen)
- CONMEBOL Copa Libertadores: 2018
- Meister von Kolumbien: 2018
- Vizemeister von Kolumbien: 2017

### Saisondaten seit 2010
| Spielzeit                                       | Liga                   | Ligaebene | Platz | Finalrunde          |
| ----------------------------------------------- | ---------------------- | --------- | ----- | ------------------- |
| 2010-I                                          | Liga Postobón          | I         | 11.   | -                   |
| 2010-II                                         | Liga Postobón          | I         | 6.    | 3. Gruppe A         |
| 2011-I                                          | Liga Postobón          | I         | 16.   | -                   |
| 2011-II                                         | Liga Postobón          | I         | 14.   | -                   |
| 2012-I                                          | Liga Postobón          | I         | 4.    | 4. Gruppe A         |
| 2012-II                                         | Liga Postobón          | I         | 18.   | -                   |
| 2013-I                                          | Liga Postobón          | I         | 13.   | -                   |
| 2013-II                                         | Liga Postobón          | I         | 14.   | -                   |
| 2014-I                                          | Liga Postobón          | I         | 13.   | -                   |
| 2014-II                                         | Liga Postobón          | I         | 8.    | 2. Gruppe A         |
| 2015-I                                          | Liga Águila            | I         | 1.    | Viertelfinale       |
| 2015-II                                         | Liga Águila            | I         | 18.   | -                   |
| 2016-I                                          | Liga Águila            | I         | 16.   | -                   |
| 2016-II                                         | Liga Águila            | I         | 16.   | -                   |
| 2017-I                                          | Liga Águila            | I         | 15.   | -                   |
| 2017-II                                         | Liga Águila            | I         | 10.   | -                   |
| 2018-I                                          | Liga Águila            | I         | 4.    | Halbfinale          |
| 2018-II                                         | Liga Águila            | I         | 17.   | -                   |
| 2019-I                                          | Liga Águila            | I         | 19.   | -                   |
| 2019-II                                         | Liga Águila            | I         | 18.   | -                   |
| 2020                                            | Torneo BetPlay Dimayor | II        | 7.    | 1. Gruppe B Meister |
| 2021-I                                          | Torneo BetPlay Dimayor | II        | 1.    | 2. Gruppe A         |
| 2021-II                                         | Liga BetPlay Dimayor   | I         | 20.   | -                   |
| 2022-I                                          | Torneo BetPlay Dimayor | II        | 14.   | -                   |
| grün unterlegt: Aufstieg rot unterlegt: Abstieg |                        |           |       |                     |

## Persönlichkeiten

### Trainerhistorie
- Luis Herrera (2019)
- Dayron Pérez (2018–2019)[11]
- Néstor Craviotto (2017–2018)[12]
- Jorge Bermúdez (2017)
- Jorge Vivaldo (2016–2017)[13]
- Virgilio Puerto (2016)
- Oswaldo Durán (2016)
- José Santa (2014–2016)[14]
- Fernando Castro Lozada (2014)
- Virgilio Puerto (2013–2014)
- Javier Álvarez Arteaga (2013)
- Álvaro de Jesús Gómez (2012–2013)
- Néstor Otero (2011–2012)
- Guillermo Berrío (2009–2011)
- Miguel Augusto Prince (2009)
- Javier Álvarez Arteaga (2007–2008)
- Néstor Otero (2006–2007)
- Bernardo Redín (2005)
- Félix Valverde (2004)
- Bernardo Redín (2002–2003)
- Juan Eugenio Jiménez (2001–2002)
- Jairo Silva Quizá (2000)
- Nelson Gallego (2000)
- Rafael Corrales (1997–1999)
- Nelson Abadía (1996)
- Alberto Rujana (1992–1995)
- Víctor Quiñónez (1991)

### Ehemalige Spieler
- Jefferson Lerma
- Manuel Arboleda
- Carlos Carbonero
- Jhonny Da Silva
- Álvaro Domínguez
- Luis Fajardo
- Mateo Figoli
- Amílcar Henríquez
- Sebastián Hernández
- Jefferson Lerma
- Carlos Llamosa
- Fredy Montero
- Felipe Pardo
- Edixon Perea